# 의령군의 지질

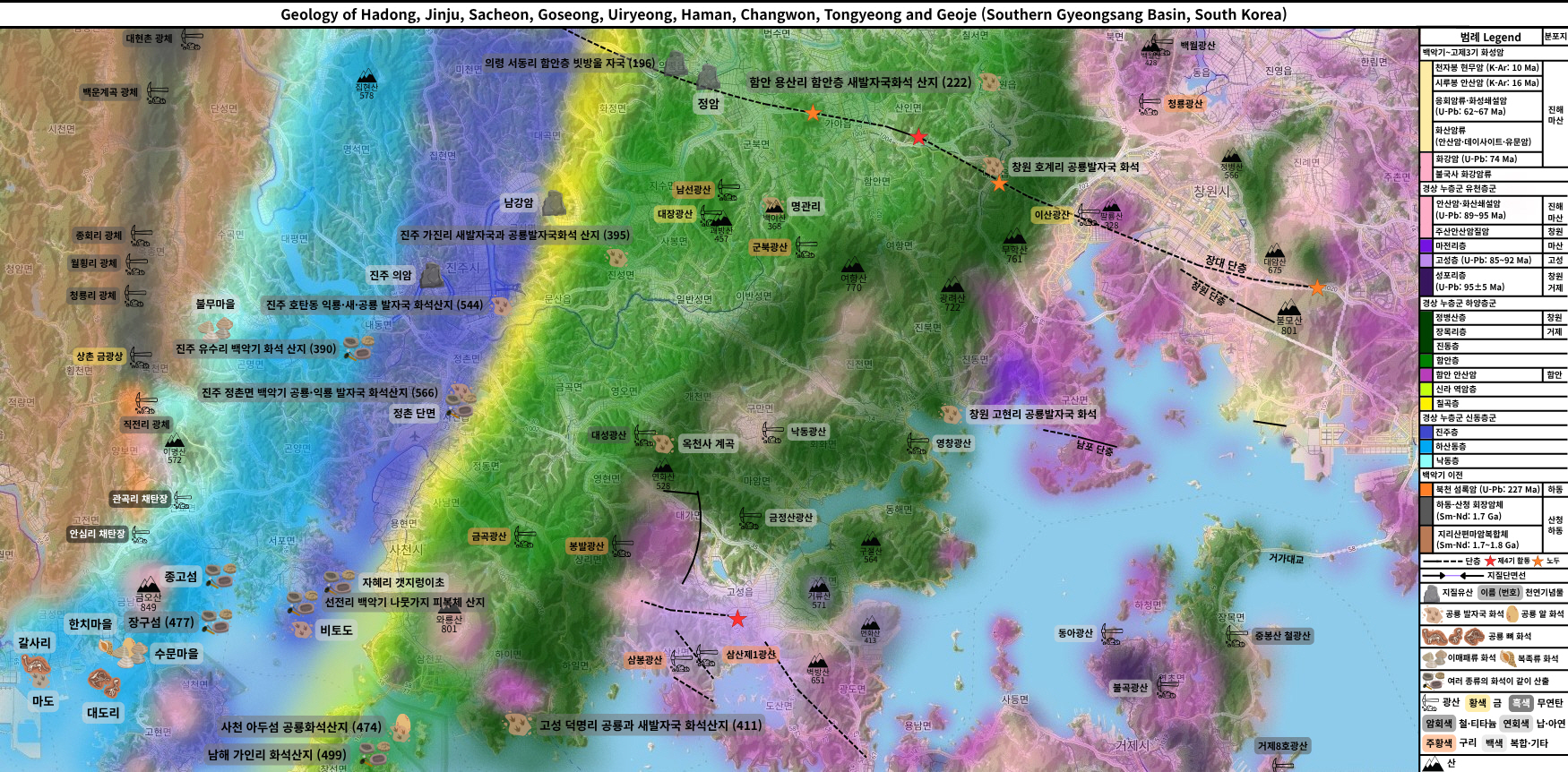
경상 분지 남부 하동군, 진주시, 사천시, 의령군, 함안군, 고성군, 통영시, 거제시, 창원시의 지질

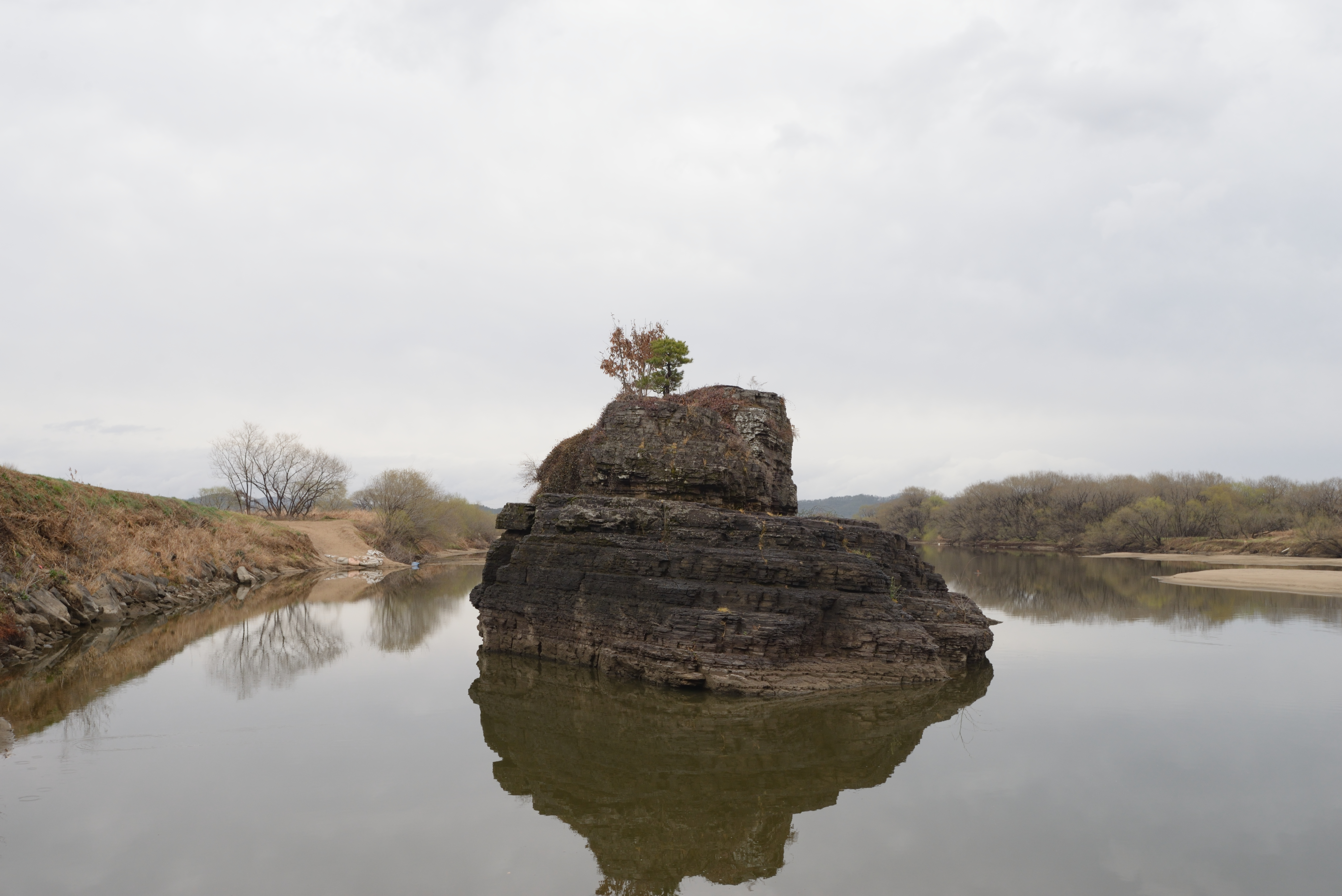
정암루 부근 남강 위에 드러난 정암(솥바위)는 함안층에 해당하는 퇴적암 지층이다.

본 문서에서는 경상남도 의령군의 지질 및 의령군 내 의령 서동리 함안층 빗방울 자국, 정암(솥바위) 등 지질유산에 대해 설명한다. 

## 개요
경상남도 의령군은 경상 분지 남부에 위치하여 전 지역이 중생대 백악기의 퇴적암 지층 경상 누층군으로 구성되며 여기에 소수의 불국사 화강암과 규장암이 있다. 경상 누층군은 신동층군 진주층부터 하양층군 칠곡층, 신라 역암층, 함안층까지 분포한다.

## 진주층
삼가 지질도폭(1975)에 의하면 합천군 대양면과 쌍백면 대부분 지역, 삼가면 중동부 지역, 의령군 대의면에 이르기까지 북북동 방향으로 분포한다. 하위의 마동층을 정합적으로 피복하며 상위의 칠곡층에 의해 정합적으로 피복 당해 있다. 본 층과 칠곡층과는 본 층 최상위에 오는 흑색 셰일 위에 놓이는 자색 셰일의 하한을 양자간의 경계로 설정하였으나 자색 셰일의 동일 층준상의 발달이 미약하기도 한다. 일반적으로 세립 내지 중립(中粒)질암회색 사암, 흑색 또는 암회색의 셰일, 사질셰일, 역질 사암 등으로 구성되는데 자색암층을 전혀 협재하지 않는다. 하부는 주로 흑색, 회색의 사질 셰일 또는 셰일이 우세하며 역질 사암이 수 매 협재된다. 중부는 암회색 또는 녹회색의 사암, 셰일 중에 협재하는 흑색 사질셰일, 또는 셰일의 협재 빈도 수가 더 많아져 본 지층 내에서 흑색 사질셰일과 셰일이 가장 우세하다. 이 흑색 셰일 중에는 때로 탄질 셰일이 발달하는데 두께는 20 cm 정도이며 연장 방향으로 수십 m 의 분포를 가지나 경제적 가치는 없다. 상부는 회색 사암이 우세하며 흑색 사질셰일 또는 셰일의 협재가 빈약하고 담녹색 사암 내지 사질 셰일, 셰일이 교호한다. 의령군 대의면 마쌍리 부근에서 북서 35°의 습곡축을 갖고 배사와 향사가 최소 2회 이상 반복된 습곡 현상이 확인된다. 진주층의 대체적인 주향과 경사는 북동 10~20°, 남동 10~15°이며 두께는 약 1,450 m이다.

## 칠곡층
삼가 지질도폭(1975)에 의하면 칠곡층은 하위의 신동층군 진주층을 정합으로 덮고 있으며 신동층군 진주층의 최상부 흑색 셰일을 덮고 있는 자색 셰일, 사질셰일의 직하한이 본 층의 최하한(下限)으로 설정되었다. 주로 자색의 사질셰일, 셰일과 회색 또는 녹회색 사암 및 사질셰일, 담회색의 역질사암으로 구성되어 있다. 지층의 주향과 경사는 북동 10~20°및 남동 10~15°이며 두께는 약 400 m이다. 도폭 내 의령군 봉수면 중서부에서 궁류면 남서부, 대의면 신전리 동부, 칠곡면 내조리 북동부에 이르기까지 분포한다. 의령군 궁류면 벽계리의 일붕사 입구에 위치한 거대 기암괴석 수직 절벽인 봉황대는 봉황의 머리를 닮았다 하여 붙여진 이름이다. 이 암석은 칠곡층에 해당한다.

## 신라 역암층
남지 지질도폭(1972)에 의하면 칠곡층 상부를 덮고 있으며 도폭 내 의령군 부림면과 봉수면 북중부, 유곡면 칠곡리와 마두리, 오목리 등지에 분포하고 있다. 본 암은 화산암질역암을 함유하고 있으며 역(礫)은 화산력(火山礫)과 화산암질이 아닌 부분이 여러 가지 비율로 혼합되어 있다. 화산암질의 역은 현무암질이나 안산암질이 우세하다. 지층의 주향과 경사는 도폭 북서부, 특히 의령군 봉수면 일대에서는 북동 50~70°및 남동 8~12°의 완만한 경사를 보여주는 반면 의령군 부림면과 합천군 청덕면 일대에서는 북동 20~30°및 남동 8~12°를 보여주고 있어 주향이 동북동에서 북북동으로 변해간다. 한편 의령군 유곡면 오목리와 신촌리, 마두리 부근에서는 북동 20~30°및 남동 6~12°의 주향과 경사를 보이나 그 남동쪽의 의령군 정곡면 석곡리에서는 주향과 경사가 북서 30°에 남서 5°를 보이고 내곡리(어디인지 알 수 없다) 주향과 경사가 북동 20°에 남동 12°를 보이고 있어 배사 습곡 구조를 보이고 있다. 두께는 타 지역보다 두꺼워 의령군 봉수면 일대에서 약 700 m에 달한다.
삼가 지질도폭(1975)에 의하면 의령군 대의면 소재 한우산의 서쪽 8부 능선을 따라 발달하며 의령군 궁류면에서는 400 m 이상의 고지대에 부분적으로 분포한다. 본 층은 암회색, 자회색, 갈회색 등을 띠는 역암으로서 역들은 주로 규암, 흑색 셰일, 암회색 사질셰일, 화강암질암, 안산암질암(드물게) 등으로 구성되며 역의 장경은 5 cm 내외가 보편적이다. 본 역암층 중에 안산암질 역이 있으며 역암의 기질이 화산재를 함유하고 가례면 괴진리에서 기공을 수반한 현무암질 역도 볼 수 있어 신라 역암층 형성 중에 화산 활동이 있었음을 지시한다. 본 층의 대체적인 주향과 경사는 북동 20~35°및 남동 5~10°이고 두께는 약 200 m이다.
의령군의 신라 역암층 노두
- 의령군 봉수면 삼가리 산 71-2 국지도 제60호선 도로변 노두
북위 35° 28′ 03.5″ 동경 128° 17′ 19.6″ / 북위 35.467639°  동경 128.288778°
- 의령군 봉수면 삼가리 산 71-2 국지도 제60호선 도로변 노두
북위 35° 28′ 03.9″ 동경 128° 17′ 17.4″ / 북위 35.467750°  동경 128.288167°
- 의령군 부림면 감암리 1400 신반천변 노두

의령군 화정면 상정리 지방도 제1040호선 도로변의 신라 역암층 노두
- 북위 35° 15′ 53.2″ 동경 128° 13′ 13.5″ / 북위 35.264778°  동경 128.220417°
- 북위 35° 15′ 53.1″ 동경 128° 13′ 13.5″ / 북위 35.264750°  동경 128.220417°
- 북위 35° 15′ 53.1″ 동경 128° 13′ 13.7″ / 북위 35.264750°  동경 128.220472°
- 북위 35° 15′ 53.2″ 동경 128° 13′ 13.9″ / 북위 35.264778°  동경 128.220528°

## 함안층
함안층(Haman Formation)은 경상남도 함안군을 표식지로 하여 대구광역시에서 경상남도 남해군까지 연장되는 하양층군의 상부 지층으로 의령군 중·동부 지역에 광범위하게 분포한다.
삼가 지질도폭(1975)에 의하면 의령군 가례면의 한우산 고지대에 분포하며 하위의 신라 역암층을 정합으로 덮고 있다. 함안층의 중부에 해당하는 (녹)회색 세립질사암이 한우산 고지대에 우세하게 나타나며 저지대인 의령군 유곡면에서는 본 암층의 하부에 해당하는 저색 사질셰일 또는 셰일이 우세하게 분포한다. 함안층의 주향과 경사는 북동 20~35°및 남동 5~15°이며 두께는 약 900 m이다.
남지 지질도폭(1972)에 의하면 하위의 신라 역암층을 정합적으로 덮고 있으며 창녕군 장마면과 남지읍 전 지역, 의령군 지정면과 함안군 대산면 전 지역, 의령군 부림면과 낙서면, 유곡면, 정곡면, 용덕면의 대부분 지역, 봉수면의 남동부 지역 등 광범위한 지역에 분포한다. 주로 자색(赭色)의 셰일, 이암, 사질셰일, 녹회색 사암, (암)회색의 셰일, 실트스톤 등으로 구성되어 있다. 일반적인 주향과 경사는 북동 20~60°및 남동 5~15°이나 도폭 북중부 낙서면 등지에서는 북서 50~60°의 주향에 북동 10°의 경사를 보이기도 한다. 두께는 1,600 m 이상일 것으로 추정된다.
영산 지질도폭(1964)에 의하면 주로 자색(赭色)과 회녹색 셰일, 사질셰일, 회색의 이암, 세립사암, 실트스톤 등의 담색 세립질 퇴적암의 호층으로 구성된다. 자색 셰일은 하부에서 현저하고 상부로 갈수록 간간히 회녹색 내지 회색암층 사이에 협재된다. 자색 및 사질셰일은 수평적으로 색과 암상이 점이적으로 변하여 회녹색 셰일 및 사질셰일이 된다. 이러한 현상은 진동층과의 경계부 자색 셰일층의 연속성이 현저하지 않은 점에서도 알 수 있다. 최상부의 진동층과는 대체로 점이적이나 최상부의 자색 셰일층을 경계로 구분한다. 함안층 중에는 간혹 안산암질암이 암주(巖柱) 내지 암상(巖床) 형태로 관입하고 있다. 일부 지역에서 산성맥암의 관입으로 처트화되었다. 함안층의 주향은 낙동강 이북에서 남-북, 이남에서 북동 40°이며 (남)동쪽으로 10~15°경사한다.
의령 지질도폭(1963)에 의하면 도폭 내에서 의령군 의령읍과 진주시 사봉면, 일반성면, 함안군 군북면, 가야읍, 산인면, 대산면, 함안면의 대부분 지역, 진주시 이반성면 동부 지역에 광범위하게 분포하고 있어 의령 지질도폭 전 면적의 약 75%를 점유하고 있다. 함안층은 회색 사질셰일 및 판상 자색(赭色) 사질셰일의 호층(互層)으로 자색이 우세하다. 함안층의 일반적인 주향은 북동 70°이고 경사는 남동 10°이며 두께는 2,600 m이다.
의령군 화정면 화양리 지방도 제1040호선 도로변의 함안층
- 북위 35° 15′ 53.9″ 동경 128° 13′ 12.0″ / 북위 35.264972°  동경 128.220000°
- 북위 35° 15′ 26.2″ 동경 128° 15′ 59.1″ / 북위 35.257278°  동경 128.266417°
- 북위 35° 15′ 25.9″ 동경 128° 15′ 58.8″ / 북위 35.257194°  동경 128.266333°

의령군 낙서면의 함안층
- 의령군 낙서면 전화리 산 123-2 도로변의 함안층 노두
북위 35° 27′ 36.4″ 동경 128° 22′ 40.2″ / 북위 35.460111°  동경 128.377833°
- 의령군 낙서면 전화리-부림면 경산리 간 박진고개 도로변의 함안층 노두
북위 35° 27′ 15.0″ 동경 128° 22′ 05.3″ / 북위 35.454167°  동경 128.368139°
- 의령군 박진고개 도로변의 함안층 노두
북위 35° 27′ 15.1″ 동경 128° 22′ 05.1″ / 북위 35.454194°  동경 128.368083°

### 의령 서동리 함안층 빗방울 자국

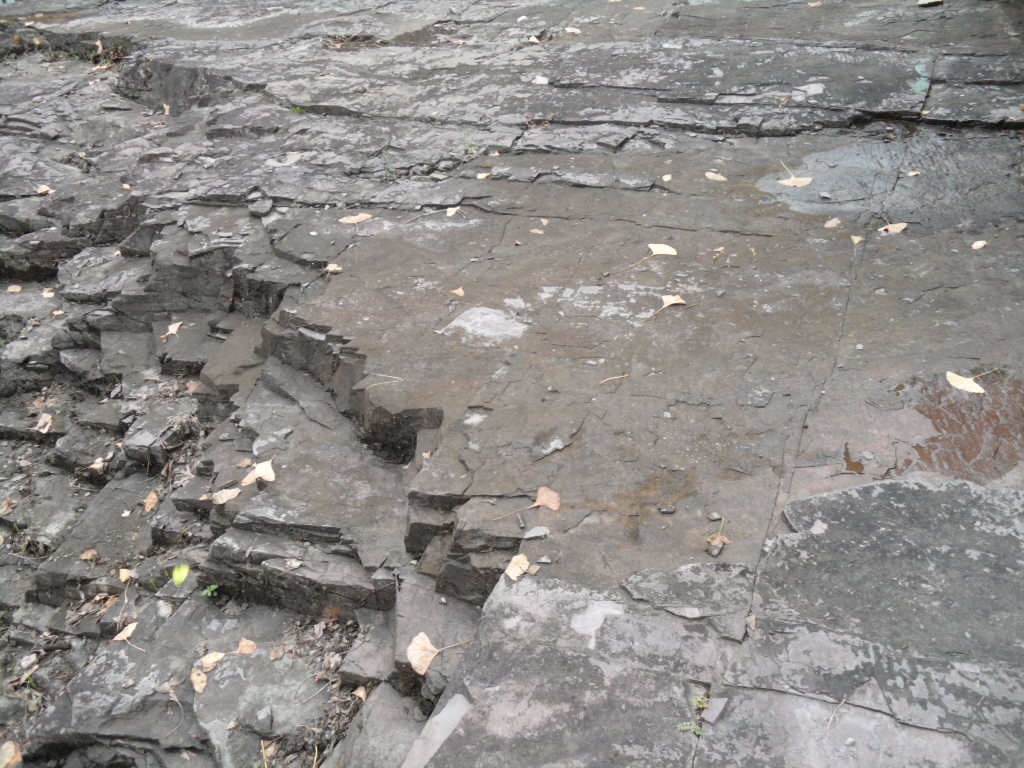
의령 서동리 함안층 빗방울 자국

의령군 의령읍 서동리에는 함안층 위에 놓인 의령 서동리 함안층 빗방울 자국이 있다. 1965년 11월 14일 경북대학교 지질학과의 장기홍 교수는 의령읍 서동리 국도변 암벽에 도로로부터 177 cm 높이, 경상 누층군 함안층 기저로부터 150 m 회적색 셰일 지층면에서 빗자국(rain print)을 발견하고 1967년 이를 대한지질학회 3권 1호에 논문으로 기재하였다. 분포 면적은 400 m2이며 많은 빗방울 자국들이 1 cm2당 1.5개의 밀도로 밀집해 있다. 빗방울 자국의 모양은 둥근 편이고 크기는 지름 8∼15 mm, 깊이는 1mm 미만이다. 빗방울 자국이 있는 이 지층은 약 1억 년 전에 만들어진 것으로 당시 가뭄으로 한때 호수의 물이 줄어들어 바닥에 쌓였던 퇴적물이 노출되었고, 그 위에 떨어진 빗방울의 충격으로 자국이 생긴 것이다. 빗방울 자국이 생긴 퇴적물의 표면이 마르고 그 위에 새로운 퇴적물이 쌓인 후 오랜 시간이 흐르는 가운데 굳어져 돌로 변한 것이다.

### 정암루와정암
의령군 의령읍 정암리의 정암루 주변에는 함안층의 노두가 드러나 있다. 함안층으로 구성되어 층리가 드러난 정암(솥바위)는 남강 가운데 4 m 높이로 드러나 있다.
의령군 의령읍 정암루의 함안층
- 정암루 부근 남강 위에 드러난 솥바위는 함안층에 해당하는 퇴적암 지층이다.
- 정암루 아래 남강 강변에 드러난 함안층의 노두
북위 35° 18′ 49.6″ 동경 128° 17′ 43.1″ / 북위 35.313778°  동경 128.295306°
- 정암루 아래 남강 강변에 드러난 함안층의 층리면
북위 35° 18′ 49.6″ 동경 128° 17′ 43.0″ / 북위 35.313778°  동경 128.295278°

### 탑바위

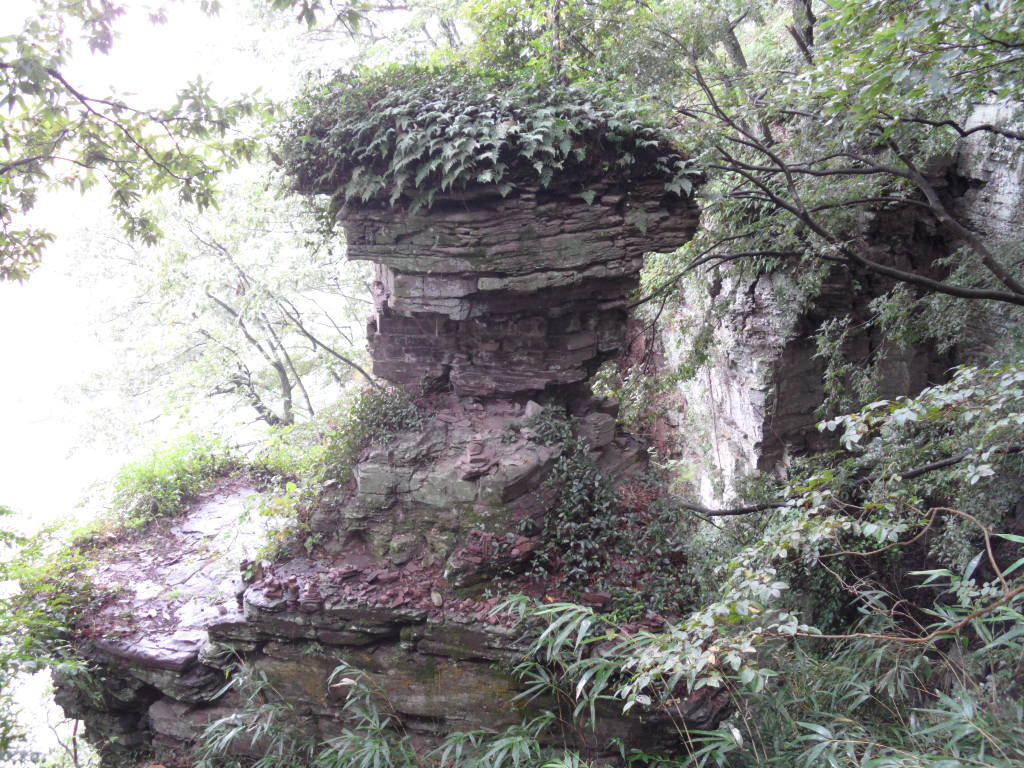
탑바위

의령군 정곡면 죽전리(N 35°21'54.41", E 128°19'21.38")에 위치한 탑바위는 의령 9경 중 하나이며 약 20톤 가량의 큰 바위가 아랫부분을 받치고 그 위로 높이 8 m 가량의 작은 바위가 마치 탑층을 이루듯 층을 이루고 있다. 지질학적으로 함안층에 해당하는 판상으로 얇게 반복되는 사암과 이암층이 쌓여 탑과 같은 형태를 이루고 있으며 탑을 이루는 각각의 지층들은 북동 72°의 주향과 남동 3°의 경사를 보인다.

## 백악기불국사 화강암

### 흑운모 화강암
불국사 화강암은 의령군 가례면 양성리, 갑을리 지역과 궁류면 다현리 지역에 소규모로 분포한다.

### 규장암
규장암은 의령군 정곡면과 지정면과의 경계, 백곡리와 백야리에 삼각형 모양으로, 지정면 성당리에 소규모의 타원형으로 함안층을 관입하였다. 규장암은 유백색 내지 회백색을 띄며 때로 반상 조직을 보이기도 하는데 간간이 석영립이 반정으로 나타난다. 비교적 절리의 발달이 양호하며 북동 12°및 북서 40° 방향의 수직 절리가 측정되었다.

## 같이 보기
- 합천군의 지질
- 창원시의 지질
- 진주시의 지질
- 대구광역시의 지질
- 경상 누층군
- 한국의 지질
- 정암 (의령군)
- 정암루
- 의령군